# Cryptembia macoae
Cryptembia macoae är en insektsart som beskrevs av Ross 2003. Cryptembia macoae ingår i släktet Cryptembia och familjen Anisembiidae.
Artens utbredningsområde är Colombia. Inga underarter finns listade i Catalogue of Life.